# Claudio Gallegos
Claudio Osvaldo Gallegos Díaz (* 9. September 1947) ist ein ehemaliger chilenischer Fußballspieler. Der Stürmer absolvierte vier Länderspiele für Chile.

## Karriere

### Verein
Claudio Gallegos begann 1968 seine Profikarriere bei Everton und wechselte 1972 zum CF Universidad de Chile. Beim CD Palestino, bei dem er 1947 und 1975 spielte, gewann der Offensivakteur die Copa Chile. Zum Abschluss seiner Karriere spielte Gallegos noch für Coquimbo Unido und Deportes La Serena.

### Nationalmannschaft
Claudio Gallegos absolvierte von Juli bis Oktober 1971 vier Länderspiele, alle vier Einsätze bestritt er als Einwechselspieler. Sein Debüt gab Gallegos unter dem Trainerduo Luis Vera/Raúl Pino, als er für Alberto Fouillioux beim 2:2-Unentschieden in der Copa Carlos Dittborn 1971 gegen Argentinien ins Spiel kam. Das letzte Spiel für Gallegos bei der Nationalmannschaft war die 0:3-Niederlage in der Copa Juan Pinto Durán 1971 gegen Uruguay.

## Erfolge
Palestino
- Copa Chile: 1975